# Govăjdia, Hunedoara
Govăjdia (în limba maghiară Govasdia, în germană Sensehammer) este un sat în comuna Ghelari din județul Hunedoara, Transilvania, România.

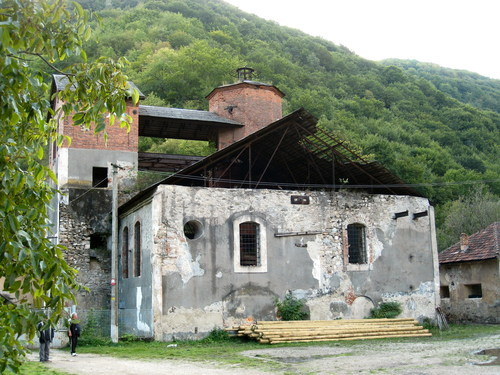
Furnalul de la Govăjdia în prezent.

## Așezare
În județul Hunedoara, la vest de municipiul Hunedoara, în Munții Poiana Ruscă, include cătunele Cățănaș, Tulea și Nădrab.

## Istoricul locului
În 1482 a fost numit Gawasdywar, în 1506 Gabosdwar, în 1808 Gavosdia și Govosdia, în 1888 a fost numit în final Govasdia .
Mai multe ateliere de fierărie au funcționat la Govăjdia, în care pe lîngă localnicii romîni și țigani au mai lucrat și nemți mutați aici din Steiermark, Austria. Atelierul din valea Nădrab a fost menționat încă din 1517, în 1754 avea deja trei cuptoare și o forjă, în 1872 deja a fost ruină. Forja de coase a funcționat pînă în 1872. Atelierul Limpertul Vechi a fost construit între anii 1674-1675, la confluențele pîrîurilor Runc și Nădrab, și a fost demolat în 1806. La atelierul Limpertul De Jos producea anual 180-190T anual de oțel forjat și bare de oțel. Între 1848-1849 au produs oțel pentru fabrica de armament de la Oradea. Pînă în 1872 a produs doar sape. În 1875 s-a transformat în moară care și astăzi se poate vedea. Atelierul Limpertul de Sus în 1754 avea în dotare două cuptoare cu vatră închisă, un furnal cu vatră deschisă. În 1849 a fost modificat să producă bare din oțel, și în 1871 a fost dezafectat. Atelierul țigănesc a funcționat între 1754-1872. Forja de la Tulea care se situa la vest de cătunul Tulea, pe malul pîrîului Govăjdia, în anul 1754 era deja în folosință. Între anii 1848-1849 s-au produs baionete și cazmale militare, în 1872 s-a dezafectat. Atelierul de la Plosca în 1700 era deja în funcțiune însă a fost dezafectat în 1815. La Baia Plosca (în maghiară: Ploszkabánya, în germană Plotzka) s-a exploatat minereu de fier încă din perioada romanilor. Exploatarea de minereu a fost reluată în 1858 de către asociația minieră de la Brașov, și în 1890 a fost preluat de Societatea pe acțiuni al uzinelor de fier de la Nădrag. Tot acolo înainte de trasarea granițelor, în 1762 au distrus o mănăstire în care locuiau doi enoriași ortodocși. După 1808 s-a creat o parohie Greco-Catolică independentă.
În 1857 au transferat de la Ghelari la Govăjdia parohia Romano-Catolică. După documentele oficiale din 1867, reiese că la uzina de fier de la Govăjdia lucrau 162 muncitori. După părerea etnografului Jankó János din 1894 reiese că "Casele nemților mineri sînt mai frumoase decît casele derăpănate ale romînilor localnici". Cei 100 muncitori romîni de la furnal alături de majoritatea muncitorilor țigani și muncitorilor nemți proveniți din Steiermark Austria, în 1906 toți au fost plătiți după realizări.
În 1900 au inaugurat calea ferată cu ecartament îngust ce lega Hunedoara de satul Govăjdia. În 1910 la Cățănaș s-a construit o centrală hidro-electrică.

## Populația
- În 1910 din toți cei 376 locuitori: 223 au fost Romîni, 128 Maghiari și 12 Nemți; 167 Romano-Catolici, 107 Ortodocși, 73 Greco-Catolici, 17 Reformați, 6 Evrei și 6 cu religia evanghelică.
- În 2002 din toți cei 134 locuitori: 121 au fost Romîni, 8 Maghiari, 1 Neamț și 4 de alte naționalități; 112 Ortodocși, 13 Romano-Catolici, 6 Greco-Catolici, 2 Reformați și 1 Penticostal.

## Arhitectură industrială și culturală(patrimoniu cultural național)
- Furnalul de la Govăjdia

În anul 1806, se pune în funcțiune la Govășdia un furnal înalt cu o capacitate anuală de 8000 tone, care a funcționat pînă în anul 1918.

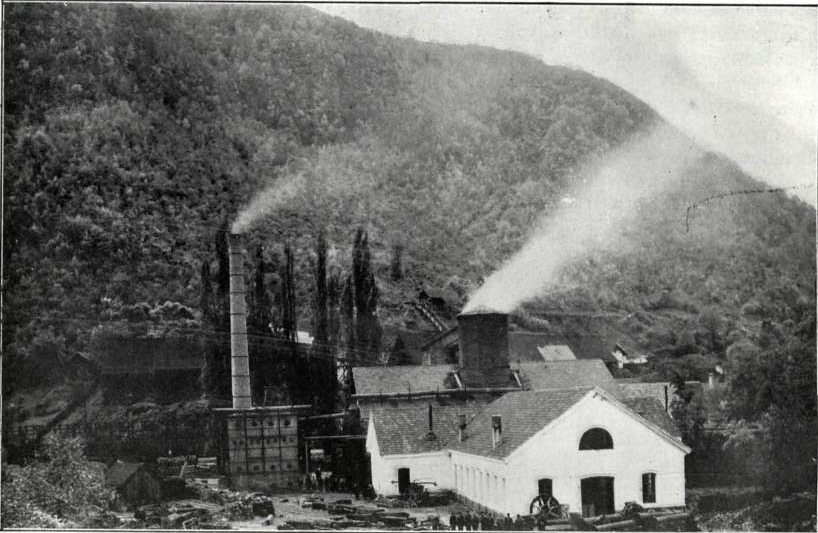
Tunelul de 747m dintre cătunul Cățănaș și valea Zlaștiului, care a fost săpat între 1888 și 1894 pentru calea ferată îngustă dintre Hunedoara-Govăjdia-Retișoara. Al doilea tunel este un tunel mai scurt de 42m în curbă, se află în apropierea cătunului Tulea. Calea ferată îngustă dintre Hunedoara și Crăciuneasa a fost dezafectată în 2001 alături cu podurile metalice.
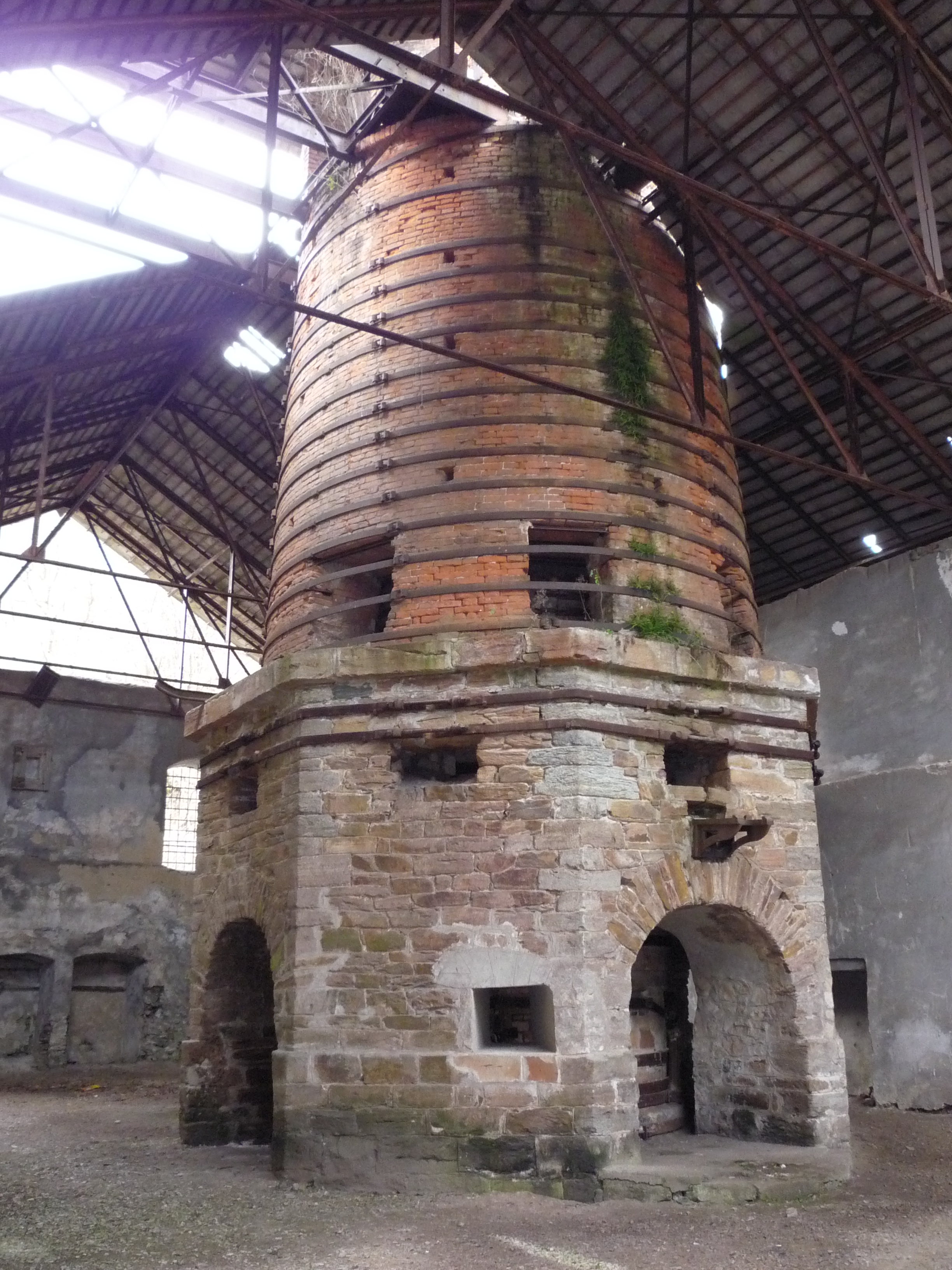
Furnalul de la Govăjdia în 2008
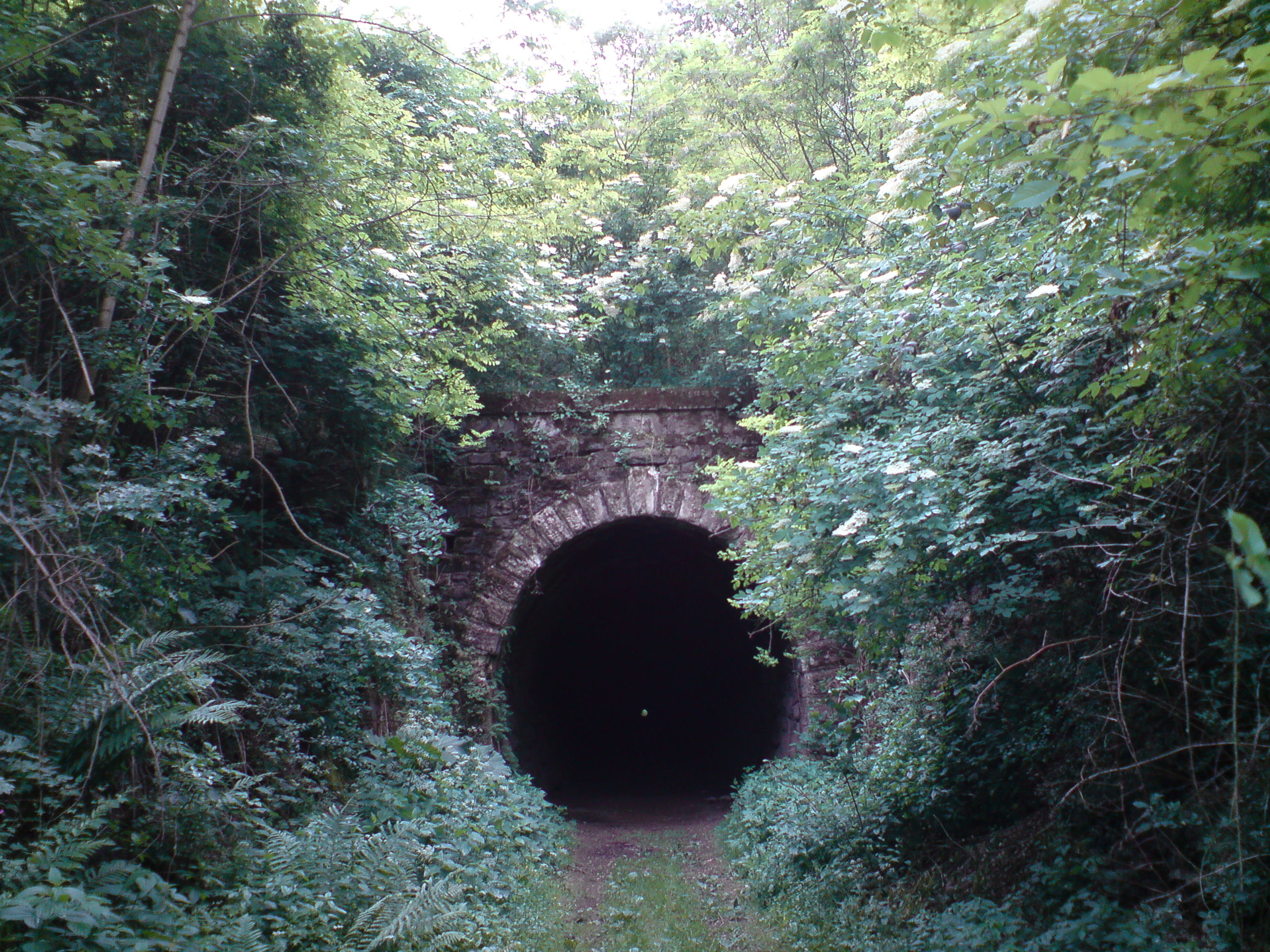
Tunelul de 747m
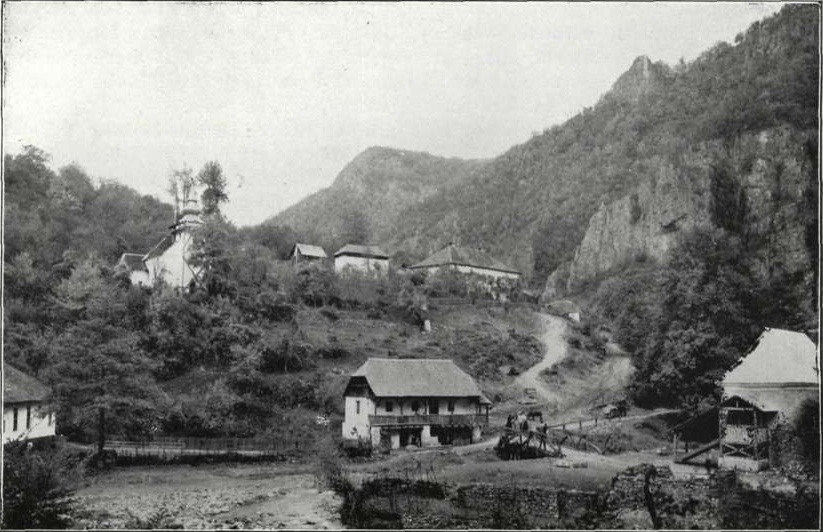
Cătunul Tulea în 1870
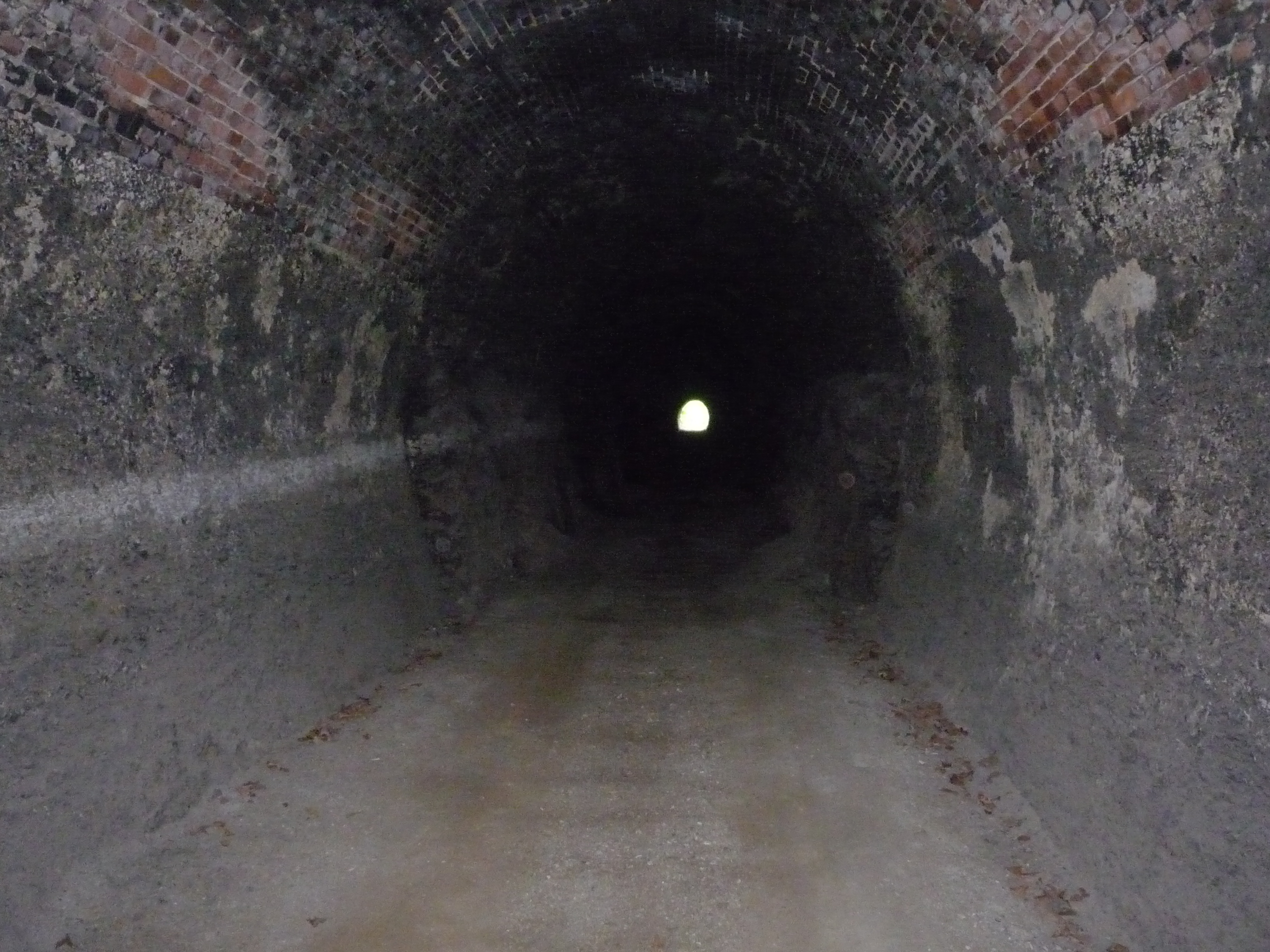
Interiorul tunelului de 747m

- Ruinele vechilor forje și topitorii
- Biserica Romano-Catolică care a fost construit în 1802.

## Oameni renumiți
În 1928 aici s-a născut pictorul Simion Lucaciu.